# Nomic
Nomic is een spel dat in 1982 door de Amerikaanse filosoof Peter Suber bedacht is. Het was oorspronkelijk een filosofische gedachte-oefening en als appendix bij het boek Paradox of Self-Amendment bijgevoegd.
De essentie van het spel is het veranderen van regels. In de beginregels staat onder andere dat elke speler om de beurt een voorstel mag doen om een regel te veranderen, waarna hier over gestemd wordt. Ook is er in de beginregels een voorwaarde voor winnen (te weten het halen van 100 punten) vastgelegd, maar de puntentelling is bewust saai gekozen, om spelers aan te moedigen deze te veranderen.
Omdat de regels door de spelers aangepast kunnen worden, zijn de mogelijkheden oneindig. Naast het veranderen van de voorwaarde voor het winnen of van de puntentelling is het ook mogelijk om de regels, waarin staat dat de regels aangepast kunnen worden, te veranderen. Vaak worden ook elementen van andere spellen (bijvoorbeeld bord- en kaartspelen) in Nomic geïntegreerd.
Het spel kan worden gespeeld als gezelschapsspel, met pen en papier, maar is ook op internet populair. Behalve als spel wordt Nomic ook gebruikt in diverse simulaties, trainingen en rollenspellen; bijvoorbeeld om de creativiteit van mensen te stimuleren.